# Dohrniphora andersoni
Dohrniphora andersoni är en tvåvingeart som beskrevs av Ronald Henry Lambert Disney 1990. Dohrniphora andersoni ingår i släktet Dohrniphora och familjen puckelflugor. Inga underarter finns listade i Catalogue of Life.